# Saint-Léopardin-d'Augy
Saint-Léopardin-d'Augy è un comune francese di 389 abitanti situato nel dipartimento dell'Allier della regione dell'Alvernia-Rodano-Alpi.

## Società

### Evoluzione demografica
Abitanti censiti